# Šimun Greblo
Šimun Greblo, (Roč, oko 1472. – Roč, nakon 1539.), svećenik, glagoljaški pisac i pisar. Bio je uz žakna Jurju jedan od najvažnijih poznavatelja glagoljskog pisma krajem 15. stoljeća.

## Životopis
Prvu knjigu, glagoljsko Tlmačenie od muki Gospoda našego Isuhrsta prepisao je 5. ožujka 1493., a prema zapisu tada je bio »žakan oko lit«. Iste je godine postao svećenik i prepisao drugu glagoljsku knjigu Kvadrigu duhovnu, priručnik moralne teologije talijanskog franjevca Nikole iz Osima. Greblova Kvadriga ima samo tri dijela, a neprevedeni četvrti upućuje na to da je prijevod nastao prema rukopisu prije nego što je Quadriga spirituale bila tiskana (prvo izdanje 1470.). Rukopis se čuva u bečkoj Nacionalnoj knjižnici. 
Ne može se znati je li Greblo prevoditelj ili samo prepisivač glagoljskoga teksta. Treći je Greblov rukopis Kvarezimal (propovijedi za korizmu), koji je svojim tekstom sličan Kolunićevu Korizmenjaku. U ćirilskom kolofonu piše da ga je sa svojim žaknom Mihovilom (Kalcem) iz Boljuna pisao 1498. Kvarezimal su glagoljaši pripisivali Bernardinu Sijenskome. Tu knjigu, s Tlmačenjem od muki dao je uvezati u jedan svezak 1516. Naslijedio ju je Jerolim Greblo i prodao 1547. popu Mateju Mejaku. Danas je u NSK u Zagrebu (R 4002). Pokušaj da se utvrdi da je Greblo umro 1551. nije uspio. Vjerojatno je umro kratko nakon posljednjega upisa u knjigu računa Bratovštine svetog Bartula 1529. Jezik je Greblovih tekstova čakavski, s dosljedno provedenom liburnijskom ekavizacijom i s rijetkim paleoslovenizmima.
Greblovo ime nalazimo u mnogim glagoljskim tekstovima koji su se u njegovo vrijeme nalazili u Roču: Ročki misal (1497.), Kopenhagenski misal (1491.), Brevijar Vida Omišljanina (1503.), Novakov misal (1512.). Zapisao se glagoljicom, latinskim jezikom, na freskama grobljanske crkve sv. Jeronima u Humu: »Ik fuit presbiter Simon de Roco«. Upravljao je Bratovštinom sv. Bartola u Roču i vodio bratovštinske knjige glagoljicom 1526. – 33. 
Svi se njegovi rukopisi odlikuju lijepim knjižnim kurzivom, a jednako je lijepo pisao i hrvatskim tipom ćirilice. Tiskom je izdano samo Tlmačenje od muki Gospoda našego Isuhrsta (priredila A. Zaradija Kiš, 2001).

## Vanjske poveznice
- Matica hrvatska, Šimun Greblo — 450 godina poslije  Arhivirana inačica izvorne stranice od 22. listopada 2013. (Wayback Machine)